# 高瀬ちひろ
高瀬 ちひろ（たかせ ちひろ、1971年2月4日 - ）は、日本の小説家。東京都八王子市出身。東京大学大学院人文社会系研究科修士課程修了。

## 経歴
科学警察研究所に7年間勤務。2005年、「踊るナマズ」で第29回すばる文学賞受賞。好きな作家として、樋口一葉、芥川龍之介、夏目漱石、森鷗外、ジェイムズ・ジョイスを挙げている。

## 作品リスト

### 単行本
- 『踊るナマズ』（2006年1月10日、集英社、ISBN 9784087747935）
  - 踊るナマズ（『すばる』2005年11月号）
  - 上海テレイド（『すばる』2006年1月号）
- 『永遠のかけら』（2009年8月28日、講談社、ISBN 9784062155113）

### 単行本未収録作品
- 薬欄の眠り（『すばる』2007年2月号）
- ムジカ（『すばる』2007年12月号）